# Cornel Ștefan Bardan
Cornel Ștefan Bardan (n. 6 august 1962, Alba Iulia) este un fost deputat român, membru al Parlamentului României în legislatura 2004-2008. Cornel Ștefan Bardan a fost ales ca deputat pe listele PD, care a devenit PD-L în februarie 2008. Cornel Ștefan Bardan a fost membru în grupurile parlamentare de prietenie cu Republica Estonia și Federația Rusă. 